# Zagrobni život
Zagrobni život (koji se takođe naziva i život posle smrti) verovanje je da se suštinski deo identiteta pojedinca ili tok svesti nastavlja nakon smrti fizičkog tela. Prema raznim idejama o zagrobnom životu, osnovni aspekt pojedinca koji živi posle smrti može biti neki parcijalni element, ili čitava duša ili duh pojedinca, koji nosi sa sobom i može dodeliti lični identitet ili, naprotiv možda neće, kao u budističkoj nirvani. Vera u zagrobni život suprotna je verovanju u zaborav nakon smrti.
U nekim pogledima, ovo kontinuirano postojanje često se odvija u duhovnom carstvu, a u drugim popularnim pogledima, pojedinac se može preroditi u ovaj svet i ponovo započeti životni ciklus, verovatno bez sećanja na ono što su činili u prošlosti. U ovom poslednjem pogledu, takva ponovna rođenja i smrti mogu se dešavati iznova i iznova kontinuirano, dok pojedinac ne uđe u duhovno carstvo ili zagrobni svet. Glavni pogledi na zagrobni život proizlaze iz religije, ezoterike i metafizike.
Neki sistemi verovanja, poput onih u avramskoj tradiciji, drže da mrtvi odlaze na određeni nivo postojanja posle smrti, kako je to određivao Bog, ili na drugi božanski sud, na osnovu njihovih postupaka ili verovanja tokom života. Suprotno tome, u sistemima reinkarnacije, poput onih u indijskim religijama, priroda kontinuiranog postojanja određuje se direktno postupcima pojedinca u okončanom životu, a ne odlukom različitog bića.

## Razni metafizički modeli
Teisti uglavnom veruju da neka vrsta zagrobnog života čeka ljude kada umru. Pripadnici nekih generalno neteističkih religija imaju tendenciju da veruju u zagrobni život, ali bez pominjanja božanstva. Sadukeji su bili drevna jevrejska sekta koja je uglavnom verovala da postoji Bog, ali ne i zagrobni život.
Mnoge religije, bilo da veruju u postojanje duše u drugom svetu poput hrišćanstva, islama i mnogih poganskih sistema verovanja, ili u reinkarnaciju poput mnogih oblika hinduizma i budizma, veruju da je nečiji status u zagrobnom životu nagrada ili kazna za njihovo ponašanje tokom života.

### Reinkarnacija
Reinkarnacija je filozofski ili religijski koncept da jedan aspekt živog bićá započinje novi život u različitom fizičkom telu ili obliku nakon svake smrti. Naziva se i ponovnim rođenjem ili transmigracijom, i deo je samsarske doktrine cikličkog postojanja. To je centralni princip svih glavnih indijskih religija, a to su budizam, hinduizam, đainizam i sikizam. Ideja o reinkarnaciji postoji u mnogim drevnim kulturama, i verovanje o ponovnom rođenju/metempsihozi održale su grčke istorijske ličnosti, poput Pitagore, Sokrata i Platona. To je takođe uobičajeno verovanje raznih drevnih i modernih religija, poput spiritizma, teozofije i ekankara, a postoji i u mnogim plemenskim društvima širom sveta, na mestima kao što su Australija, Istočna Azija, Sibir i Južna Amerika.
Iako većina denominacija u okviru abrahamskih religija judaizma, hrišćanstva i islama ne veruje da se pojedinci reinkarniraju, određene grupe unutar tih religija podržavaju reinkarnaciju; ove grupe uključuju glavne istorijske i savremene sledbenike kabale, katare, alavite, druze i rozenkrjcere. Istorijski odnosi između ovih sekti i verovanja o reinkarnaciji koja su bila karakteristična za neoplatonizam, orfizam, hermetizam, manihejstvo i gnosticizam rimskog doba, kao i indijske religije, bili su predmet nedavnih naučnih istraživanja. Crkva jedinstva i njen osnivač Čarls Filmor propovedaju reinkarnaciju.
Rozenkrojceri govore o periodu preispitivanja života koji se dogođa neposredno nakon smrti i pre ulaska u zagrobne ravni postojanja (pre nego što je srebrna vrpca slomljena), nakon čega sledi presuda, što nalikuje na konačni pregled ili završni izveštaj o nečijem životu.

## Literatura
- Afterlife: A History of Life after Death.. by Philip C Almond(London and Ithaca NY: I.B. Tauris and Cornell University Press, 2015).
- Death and Afterlife: Perspectives of World Religions.. edited by Hiroshi Obayashi, Praeger, 1991.
- Beyond Death: Theological and Philosophical Reflections on Life after Death. Palgrave-MacMillan.. edited by Dan Cohn-Sherbok and Christopher Lewis, , 1995.
- The Islamic Understanding of Death and Resurrection.. by Jane Idelman Smith and Yazbeck Haddad, Oxford University Press, 2002.
- Life After Death: A History of the Afterlife in Western Religion.. by Alan F. Segal, Doubleday, 2004.
- Brain & Belief: An Exploration of the Human Soul.. by John J. McGraw, Aegis Press, 2004.
- Beyond the Threshold: Afterlife Beliefs and Experiences in World Religions.. by Christopher M. Moreman, Rowman & Littlefield, 2008.
- Is there an afterlife: a comprehensive overview of the evidence.. by David Fontana, O Books 2005.
- Morey, Robert A. (1984). Death and the Afterlife. Faith Defenders. ISBN 978-0-87123-433-9.
- Gregory Shushan (2009). Conceptions of the Afterlife in Early Civilizations: Universalism, Constructivism and Near-Death Experience. New York & London: Continuum. ISBN 978-0-8264-4073-0.
- edited by Michael Martin and Keith Augustine (2015). The Myth of an Afterlife: The Case against Life After Death. Rowman & Littlefield. ISBN 978-0-8108-8677-3.
- Mark Mirabello, Ph.D. Inner Traditions. (2016). A Traveler's Guide to the Afterlife: Traditions and Beliefs on Death, Dying, and What Lies Beyond. ISBN 978-1-62055-597-2.
- Alegretti, Wagner (2004). Retrocognitions: An Investigation into Memories of Past Lives and the Period Between Lives. A. Internacional de la Conciencia. ISBN 978-0-9702131-6-7. Текст „pages” игнорисан (помоћ)
- Archiati, Pietro (март 1998). Reincarnation in Modern Life: Toward a new Christian Awareness. Temple Lodge. ISBN 978-0-904693-88-1.
- Atkinson, William Walker (1997). Reincarnation and the Law of Karma: A Study of the Old-new World-doctrine of Rebirth and Spiritual Cause and Effect. Kessinger Publishing. ISBN 978-0-7661-0079-4.
- Baba, Meher, Discourses, Sufism Reoriented. Baba, Meher (1967). Discourses. Sheriar Foundation. ISBN 978-1-880619-09-4.
- Bache, Christopher (1991). Lifecycles: Reincarnation and the Web of Life. Paragon House. ISBN 978-1-55778-645-6.
- Barbara O'Brien, 'Rebirth and Reincarnation in Buddhism}
- Besant, A.W., Reincarnation, Published by Theosophical Pub. Society, 1892.
- Boulting, W. (1914). Giordano Bruno, His Life, Thought, and Martyrdom. London: Kegan Paul.
- Bowman, Carol (1998). Children's Past Lives: How Past Life Memories Affect Your Child. National Geographic Books. ISBN 978-0-553-57485-2.
- Bowman, Carol (2003). Return from Heaven. HarperCollins. ISBN 978-0-06-103044-4.
- Cerminara, Gina (1990). Many Mansions: The Edgar Cayce Story on Reincarnation. Penguin Group (USA) Incorporated. ISBN 978-0-451-03307-9.
- Childs, Gilbert; Sylvia (2005). Your Reincarnating Child: Welcoming a soul to the world. Rudolf Steiner Press. ISBN 978-1-85584-126-0.
- Doniger O'Flaherty, Wendy (1980). Karma and Rebirth in Classical Indian Traditions. University of California Press. ISBN 978-0-520-03923-0. Текст „Karma and Rebirth in Classical Indian Traditions” игнорисан (помоћ). . .
- Doore, Gary (1990). What Survives?: Contemporary Explorations of Life After Death. J.P. Tarcher. ISBN 978-0-87477-583-9.
- Edwards, Paul (2002). Reincarnation: A Critical Examination. Prometheus Books. ISBN 978-1-57392-921-9.
- Foltz, Richard (2010). Religions of the Silk Road. New York: Palgrave Macmillan. ISBN 978-0-230-62125-1.
- Gyatso, Geshe Kelsang (1995). Joyful Path of Good Fortune. стр. 336—47. ISBN 978-0-948006-46-3.. Tharpa Publications (2nd. ed.). .
- Gyatso, Geshe Kelsang (1999). Living Meaningfully, Dying Joyfully. Tharpa Publications. ISBN 978-0-948006-63-0.. The Profound Practice of Transference of Consciousness. .
- Head, Joseph; Cranston, S. L., ур. (1994). Julian. ISBN 978-0-517-56101-0.
- Jefferson, Warren (2009). Reincarnation Beliefs of North American Indians: Soul Journeys, Metamorphoses, and Near-Death Experiences. Summertown, TN: Native Voices. ISBN 978-1-57067-212-5.
- Heindel, Max, The Rosicrucian Cosmo-Conception (Part I, Chapter IV: Rebirth and the Law of Consequence). Heindel, Max (1909). The Rosicrucian Cosmo-conception, or, Mystic Christianity: An Elementary Treatise Upon Man's Past Evolution, Present Constitution and Future Development. Rosicrucian Fellowship. ISBN 978-0-911274-34-9.
- Leland, Kurt (2002). The Unanswered Question: Death, Near-Death, and the Afterlife. Hampton Roads Publishing. ISBN 978-1-57174-299-5.
- Emily Williams Kelly (2012). Science, the Self, and Survival after Death.. Rowman,
- Klemp, H (2003). Past lives, dreams, and soul travellocation=Minneapolis, MN. Eckankar. ISBN 978-1-57043-182-1.
- Luchte, James (2009). Pythagoras and the Doctrine of Transmigration: Wandering Souls. Bloomsbury Publishing. ISBN 978-1441131027.
- Newton, Michael (2004). Life Between Lives: Hypnotherapy for Spiritual Regression. Llewellyn Worldwide. ISBN 978-0-7387-0465-4.
- Newton, Michael (2000). Destiny of Souls: New Case Studies of Life Between Lives. Llewellyn Publications. ISBN 978-1-56718-499-0.
- Nikhilananda, Swami. Gospel of Sri Ramakrishna.. (8th Ed. 1992). Ramakrishna; Gupta, Mahendra Nath (1942). The Gospel of Sri Ramakrishna. Ramakrishna-Vivekananda Center. ISBN 978-0-911206-01-2.
- Prophet, Elizabeth Clare; Prophet, Erin L. (1997). Reincarnation: The Missing Link in Christianity. Summit University Press. ISBN 978-0-922729-27-2.
- Palamidessi Tommaso, The Memory of Past Lives and Its Technique, ed. Archeosofica, 1977.
- Ramster, Peter (1992). In Search of Lives Past. Somerset Film and. ISBN 978-0-646-00021-3.
- Rinehart, Robin (ур.). Contemporary Hinduism.. (2004).
- Roberts, Jane (1972). Seth Speaks: The Eternal Validity of the Soul. New World Library. ISBN 978-1-878424-07-5.
- Semkiw, Walter (2003). Return of the Revolutionaries: The Case for Reincarnation and Soul Groups Reunited. Hampton Roads Publishing Company, Incorporated. ISBN 978-1-57174-342-8.
- Steiner, Rudolf, Karmic Relationships: Esoteric studies. ISBN 978-0-85440-260-1.. 8 volumes, various dates, Rudolf Steiner Press.  and others.
- Steiner, Rudolf (1997). A Western Approach to Reincarnation and Karma: selected lectures and writings.. ed. and intr. by René Querido. Hudson, NY: Anthroposophic Press, c1997. Steiner, Rudolf (1997). A Western Approach to Reincarnation and Karma: Selected Lectures and Writings. SteinerBooks. ISBN 978-0-88010-399-2.
- Steinpach, Richard. „Hidden Connections Determine Our Earth-Life”. Архивирано из оригинала 06. 11. 2015. г.. Steinpach, Richard (1988). Why Was I Born?: Bridging Birth and Justice. Grail Foundation Press. ISBN 978-1-57461-013-0.
- Stevenson, Ian (1980). Twenty Cases Suggestive of Reincarnation. ISBN 978-0-8139-0872-4.. second (revised and enlarged) edition, University of Virginia Press. .
- Taylor, Michael, "Master of the Rose", Comstar Media LLC, 1997–2007. Taylor, Michael (јул 2007). Master of the Rose. ComStar Media, LLC. ISBN 978-1-933866-07-9.
- Tucker, Jim. Life Before Life: A Scientific Investigation of Children's Memories of Previous Lives. Tucker, Jim B. (2005). Life Before Life: A Scientific Investigation of Children's Memories of Previous Lives. Macmillan. ISBN 978-0-312-32137-6.
- Weiss, Brian (1996). Only Love is Real: A Story of Soulmates Reunited. Grand Central. ISBN 978-0-446-51945-8.
- Boston, Thomas (мај 2007). Hell. Diggory Press. ISBN 978-1-84685-748-5.
- Bunyan, John (мај 2007). A Few Sighs from Hell (Or The Groans of the Damned Soul). Diggory Press. ISBN 978-1-84685-727-0.
- Edwards, Jonathan (април 2007). The Justice of God in the Damnation of Sinners. Diggory Press. ISBN 978-1-84685-672-3.
- Gardiner, Eileen (1989). Visions of Heaven and Hell before Dante. New York: Italica Press. ISBN 978-0-934977-14-2.
- Loftus, John W. (2008). „Hell? No!”. Why I became an atheist. Amherst, NY: Prometheus Books. стр. 387. ISBN 978-1-59102-592-4.
- Metzger, Bruce M. (1993).  Michael D. Coogan, ур. The Oxford Companion to the Bible. Oxford, UK: Oxford University Press. ISBN 978-0-19-504645-8.

## Dodatna literatura
- Stewart Salmond (1903). Christian Doctrine of Immortality.

## Spoljašnje veze
- „Islamic view on life after death”. Архивирано из оригинала 09. 01. 2019. г.
- „Catholic view on life after death”. Архивирано из оригинала 04. 01. 2012. г.
- Catholic opinion on the idea of limbo
- „Dictionary of the History of Ideas: Death and Immortality”. Архивирано из оригинала 11. 03. 2007. г.
- Hasker, William. „Afterlife”.  Ур.: Zalta, Edward N. Stanford Encyclopedia of Philosophy.
- The Destiny of the Soul: A Critical History of the Doctrine of a Future Life на пројекту Гутенберг (Extensive 1878 text by William Rounseville Alger)
- Online searchable edition of Swedenborg's Heaven and Hell (Swedenborg Foundation 2000)